# سفارة زامبيا في روسيا
سفارة زامبيا في روسيا هي أرفع تمثيل دبلوماسي لدولة زامبيا لدى روسيا. تقع السفارة في موسكو وهي تهدف لتعزيز المصالح الزامبية في روسيا.

## وصلات خارجية
- قائمة سفارات زامبيا
- قائمة السفارات في روسيا